# Madonna in gloria e i santi Giovanni evangelista, Pietro, Paolo e un devoto
La Madonna in gloria e i santi Giovanni evangelista, Pietro, Paolo e un devoto conosciuta anche come Assunta è un dipinto a olio su tela di Giovan Battista Moroni, databile al 1549-1550 e conservato nella chiesa dei Santi Pietro e Paolo a Orzivecchi in Provincia di Brescia.

## Storia
Il dipinto conservato presso la chiesa parrocchiale dei Santi Pietro e Paolo di Orzivecchi era stato indicato come opera di Alessandro Bonvicino Moretto dal Guerrini: 
Nella detta sagrestia si conservano alcuni quadri di valore storico e artistico. Merita certamente il primo posto un'opera quasi sconosciuta del sommo pittore bresciano Alessandro Bonvicino detto il Moretto (1498-1554): è una pala d'altare che rappresenta la Madonna in gloria ammirata da quattro Santi devotamente prostrati innanzi a Lei, e cioè i Santi Pietro e Paolo, San Giovanni Evangelista e un altro Santo. Questa tela fu certamente commessa al Moretto da qualche conte Martinengo e formava la pala dell'altar maggiore della chiesa antica. Quanto sarebbe desiderabile che presto, debitamente restaurata e circondata di adatta cornice, ritornasse a trionfare al suo posto primiero, nel coro, invece della scadente tela che ora vi si trova.
La prima perplessità venne indicata quando il dipinto fu esposto alla mostra “Pitture in Brescia dal Duecento all'Ottocento” del 1946 da Gaetano Panazza, e Camillo Boselli.
Prende oggi per la prima volta la sua vera paternità suffragata da dati di fatto tali da essere incontrovertibili, Perché di quest'opera dove il bergamasco si respira in ogni figura: dal S. Giovanni e dal S. Pietro che ritornano l'uno a Cenate l'altro a Trento, alla Madonna che, copia dell'Assunta morettiana di Brera, si trova ad ogni piè sospinto nell'opera del Moroni, esiste a Brescia il disegno preparatorio della parte inferiore bravamente firmato Gio. Batta. Morone  Opera quindi sua e non del maestro, da datarsi intorno il '40
Soltanto con gli studi di Mina Gregori venne riconosciuta e confermata all'opera la sua giusta attribuzione. Del dipinto si conserva un disegno preparatore della Madonna Assunta, anche questo ritenuta opera del Moretto, come indicato nel 1854 dal critico Pietro Selvatico, ma che aveva dato dubbi già alla fine dell'Ottocento dal critico Maironi Da Ponte e da Charles Loeser nel 1903. Si è poi considerato che il disegno fosse stato realizzato dal giovane Moroni quando si trovava nella bottega del Moretto come suo alunno. Il dipinto presenta infatti affinità con L'Assunzione conservata nella pinacoteca di Brera., e con il medesimo soggetto della chiesa di San Leone di Cenate Sopra. Un ulteriore disegno preparatore è conservato a Brescia nella Pinacoteca Tosio Martinengo e raffigura i santi presenti nella parte inferiore della tela, questo disegno è firmato dall'artista bergamasco.

## Descrizione
La tela si sviluppa su due sezioni, in quella superiore vi è la Vergine col Bambino in braccio a figura intera e posta su nuvole sorrette da un putto. Intorno a lei angeli e cherubini in un gioco di nuvole reggono l'ampio manto che si allarga e arriva a coprirla fino alle ginocchia. L'Assunta riprende la medesima raffigurazione della polittico del Moretto ospitato a Brera. Queto indica che il Moroni conservava i disegni preparatori del suo maestro, e li conservò per molto tempo.
Nella sezione inferiore vi sono raffigurati i tre santi: Giovanni evangelista, santi Pietro e Paolo e un devono, inizialmente indicato come un ulteriore santo di difficile identificazione. I colori di questa parte son tenui e si accostano con poche ombre a indicare lo scarso rilievo dei panneggi. Questo crea un certo effetto di distacco ottico con la sezione superiore. La composizione dei santi con gli attributi che li identificano, presentano un giovane Moroni che ha già caratteristiche di autonomia ma che ancora riprende le opere del suo maestro. Il Moroni è stato l'alunno più importante del Moretto. Una gestualità dei santi che non è certo rilevabile nelle opera morettiane, avvicinandosi invece maggiormente al Salvoldo nella figura di san Paolo raffigurato con il grande spadone.